# 10542 Рукерс
10542 Рукерс (10542 Ruckers) — астероїд головного поясу, відкритий 2 лютого 1992 року.
Тіссеранів параметр щодо Юпітера — 3,644.